# Высшая квалификационная коллегия судей
Высшая квалификационная коллегия судей Российской Федерации (ВККС) — орган судейского сообщества, рассматривающий вопросы отбора кандидатов на судейские должности, приостановления или прекращения полномочий судей и присвоения им государственных наград и званий.

## Состав ВККС
3 декабря 2008 года тайным голосованием на VII Всероссийском съезде судей, делегаты от судов избрали 18 судей в состав Высшей квалификационной коллегии судей Российской Федерации (ВККС).
На организационном заседании Высшей квалификационной коллегии судей Российской Федерации единогласно были избраны председатель коллегии и три его заместителя, составляющие президиум коллегии.
В состав ВККС РФ входят 18 судей, 10 представителей общественности и представитель Президента Российской Федерации:
| Наименование должности     | Регалии | ФИО                                 |
| -------------------------- | --- | ----------------------------------- |
| Председатель               | судья, председатель судебного состава Верховного Суда Российской Федерации, член Президиума Верховного Суда Российской Федерации                | Тимошин, Николай Викторович         |
| Зам. председателя коллегии | судья Верховного Суда Российской Федерации | Попов Владимир Валентинович         |
| Зам. председателя коллегии | председатель Апелляционного военного суда | Сбоев Александр Александрович       |
| Зам. председателя коллегии | первый проректор ФГБОУ ВО «Московский государственный юридический университет имени О. Е. Кутафина (МГЮА)»                                      | Грачева, Елена Юрьевна              |
| Член коллегии              | председатель Арбитражного суда Западно-Сибирского округа                                                                                        | Абсалямов, Артур Винерович          |
| Член коллегии              | президент Саратовской государственной академии права                                                                                            | Григорьев, Федор Андреевич          |
| Член коллегии              | заместитель председателя правления-руководитель аппарата Ассоциации юристов России                                                              | Джакупов, Жунус Аманжолович         |
| Член коллегии              | начальник Управления Президента Российской Федерации по вопросам государственной службы и кадров                                                | Дубик, Сергей Николаевич            |
| Член коллегии              | заведующий кафедрой государственного и административного права Мордовского государственного университета имени Н. П. Огарева                    | Дудко, Игорь Геннадьевич            |
| Член коллегии              | член Президиума, председатель судебного состава Высшего Арбитражного Суда Российской Федерации                                                  | Иванникова, Нина Петровна           |
| Член коллегии              | председатель Арбитражного суда г. Санкт-Петербурга и Ленинградской области                                                                      | Изотова, Светлана Валерьевна        |
| Член коллегии              | председатель Томского областного суда | Кайгородов, Александр Александрович |
| Член коллегии              | председатель Арбитражного суда Волго-Вятского округа                                                                                            | Клюкин, Сергей Иванович             |
| Член коллегии              | заместитель председателя Уральского окружного военного суда                                                                                     | Ключиков, Игорь Анатольевич         |
| Член коллегии              | заведующий кафедрой уголовного права Уральского государственного юридического университета                                                      | Козаченко, Иван Яковлевич           |
| Член коллегии              | судья Верховного Суда Российской Федерации | Королев, Леонид Алексеевич          |
| Член коллегии              | председатель Арбитражного суда Томской области                                                                                                  | Луконкина, Валентина Ивановна       |
| Член коллегии              | Начальник Главного управления Министерства юстиции РФ по Санкт-Петербургу                                                                       | Лукьянов, Владимир Викторович       |
| Член коллегии              | судья Высшего Арбитражного Суда Российской Федерации проректор Санкт-Петербургского государственного университета                               | Маковская, Александра Александровна |
| Член коллегии              | судья Московского городского суда | Марков, Сергей Михайлович           |
| Член коллегии              | проректор по учебной и воспитательной работе Российской академии правосудия                                                                     | Никитин, Сергей Васильевич          |
| Член коллегии              | проректор по учебной работе, заведующий кафедрой административного права Российской правовой академии Министерства юстиции Российской Федерации | Россинский, Борис Вульфович         |
| Член коллегии              | председатель Арбитражного суда Республики Татарстан                                                                                             | Салахов, Рашит Исламович            |
| Член коллегии              | председатель 3-го окружного военного суда | Сбоев, Александр Александрович      |
| Член коллегии              | первый заместитель председателя Восточно-Сибирского окружного военного суда                                                                     | Соседов, Дмитрий Евгеньевич         |
| Член коллегии              | заведующий кафедрой уголовного права, заместитель декана юридического факультета Сибирского федерального университета                           | Тарбагаев, Алексей Николаевич       |
| Член коллегии              | декан юридического факультета Казанского государственного университета                                                                          | Тарханов, Ильдар Абдулхакович       |
| Член коллегии              | председатель Восемнадцатого арбитражного апелляционного суда                                                                                    | Федина, Галина Александровна        |
| Член коллегии              | председатель Краснодарского краевого суда | Чернов, Александр Дмитриевич        |